# Jean-Marie Guyau
Jean-Marie Guyau Tuillerie (Laval, Mayenne, 28 de octubre de 1854-Menton, Alpes Marítimos, 31 de marzo de 1888) fue un filósofo y poeta libertario francés. Sus obras están impregnadas por el vitalismo e insisten en la felicidad de una vida compartida con los demás. Ha sido a su vez considerado como el «Nietzsche francés».

## Biografía
Nació en Laval, departamento de Mayenne, en la región de Países del Loira. Su madre era la escritora Augustine Touilleres, que publicaba con el pseudónimo G. Bruno, en referencia a Giordano Bruno. Su padrastro fue el filósofo Alfred Fouillé, relacionado con las corrientes positivistas. Cuando cumplió tres años de edad, su madre decidió emigrar a París.
Se licenció en Letras a la edad de diecisiete años, y fue un gran aficionado a las obras de Victor Hugo, Corneille, Musset, Epicuro, Epicteto, Platón, Herbert Spencer y Kant. Tradujo al francés el Ενκειριδιον (Manual) de Epicteto.
A los diecinueve años escribe una memoria (de más de mil trescientas páginas) Memoire sur la Morale utilitaire depuis Epicure jusqu'à l'Ecole anglaise en 1873, galardonada por la Academia Francesa de Ciencias Morales y Políticas en el año 1874, que más tarde sería publicada en dos volúmenes: La moral de Epicuro (1878) y La moral inglesa contemporánea (1879). Éste premio le permitió ganar una cátedra de filosofía en el Liceo Condorcet, cuando contaba con veinte años, donde escribió trabajos didácticos.
Al poco tiempo de comenzada esta labor, sufrió los primeros síntomas de una tuberculosis, acudiendo al sur de Francia para buscar un clima más favorable, instalándose en la costa atlántica (primero en Pau y luego en Biarritz). Terminó por quedarse definitivamente frente al mar Mediterráneo, primero en Niza y finalmente en Menton. En 1883 nació su hijo, el filósofo Augustin Guyau. Falleció tempranamente a la edad de treinta y tres años. Fue durante estos últimos años de retiro donde escribió numerosos trabajos filosóficos y gran cantidad de poesía.

## Legado
Su obra principal, Esbozo de una moral sin obligación ni sanción (Esquisse d'une morale sans obligation ni sanction), publicada en 1884, parece haber impresionado mucho (y probablemente influido) en el pensamiento de Nietzsche, citando a Guyau en los márgenes de sus anotaciones y citando extensamente observaciones de este trabajo, sobre irreligión y en Ecce homo. También influyó mucho en el pensamiento de Piotr Kropotkin, quien consideraba a Guyau como un «anarquista sin saberlo». Respecto a la influencia a Kropotkin, uno de los mayores ejemplos es en una de las obras más importantes del pensador ruso La moral anarquista en la que tiene un capítulo dedicado a citaciones y reflexiones de Jean Marie. Guyau ejerció asimismo influencia en el filósofo japonés materialista y ateo Nakae Chômin. El filósofo José Ortega y Gasset lo describió como «genial» y alabó su tentativa de una aproximación sociológica del arte.

## Obra
- Essai sur la morale littéraire, París, 1873.
- Première année de lecture courante, París, 1875.
- Morale d'Epicure, París, 1878.
- Morale anglaise contemporaine, París, 1879.
- Vers d'un philosophe, París, 1881.
- Problèmes de l'esthérique contemporaine, París, 1884.
- Esquisse d'une morale sans obligation ni sanction, París, 1884.
- Irréligion de l'avenir, París, 1886.
- Education et Heredite. Étude sociologique, París, 1902.
- Hoeges, Dirk. Literatur und Evolution. Studien zur französischen Literaturkritik im 19. Jahrhundert. Taine – Brunetière – Hennequin – Guyau, Carl Winter Universitätsverlag, Heidelberg, 1980, ISBN 3-533-02857-7.

### Traducciones
- Esbozo de una moral sin obligación ni sanción. Gijón: Júcar. 1978. ISBN 84-334-1057-1.
- La moral de Epicuro, Buenos Aires: América Lee. 1947.
- El arte desde el punto de vista sociológico. Madrid: Saenz de Jubera Hermanos. 1902.